# Nikolaj Ivanovič Kostomarov

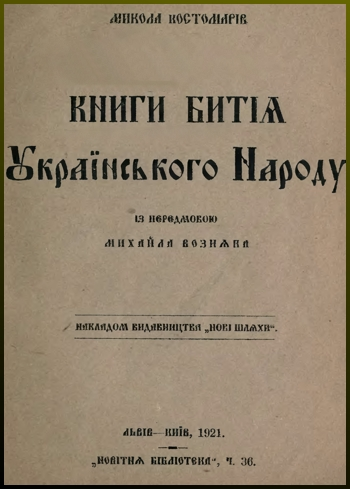
Kniha žití ukrajinského lidu

Nikolaj Ivanovič Kostomarov, rusky Николай Иванович Костомаров, ukrajinsky Микола Іванович Костомаров (4jul./ 16. května 1817greg.Jurasovka, Voroněžská gubernie, Ruské impérium – 7jul./ 19. dubna 1885greg. Petrohrad), byl ruský historik, spisovatel a básník. Kostomarov byl členem Petrohradské carské akademie věd. Byl výzkumníkem sociopolitických a hospodářských dějin Ruska a Ukrajiny.

## Život
Jeho otec, Ivan Petrovič Kostomarov, statkář a vojenský důstojník ve výslužbě, se v září 1817 oženil s nevolnicí Taťánou Petrovnou Kostomarovovou (rozenou Melnikovovou). Jeho otec pocházel ze staré šlechty Moskevského velkoknížectví, jejíž kořeny sahají až do doby cara Borise Godunova. Jeho matka byla prostá rolnická žena. Protože se Nikolaj Kostomarov narodil před svatbou jeho rodičů, stal se de iure nevolníkem svého otce. Vražda jeho otce, spáchaná nevolníky v roce 1828, postavila Nikolaje a jeho matku do obtížné finanční a právní situace, protože vzhledem k tomu, že byl nevolníkem, dědictví připadlo jeho nejbližším příbuzným. Prodejem 14 000 hektarů půdy získala Taťána Petrovna Melnikovová 50 000 rublů a svobodu pro svého syna. Nikolaj navštěvoval moskevskou internátní školu a díky svým vynikajícím prospěchům byl považován za zázračné dítě (francouzsky: enfant miraculeux). Z finančních důvodů však musel přestoupit na voroněžskou internátní školu, která byla blíže domovu. Výuka ho nudila a postrádala jeho motivaci, a tak byl po dvou letech za své žertíky vyloučen a přeložen na voroněžské gymnázium, které absolvoval v roce 1833.
V roce 1836 absolvoval historii a filologii na Charkovské univerzitě. V letech 1844–1847 byl profesorem na Kyjevské univerzitě. Byl jedním ze zakladatelů Cyrilometodějského bratrstva, považovaného za první ukrajinskou politickou organizaci. Program politické organizace byl mj. stanoven v Kostomarovově dílu Книга буття українського народу, česky „Kniha žití ukrajinského lidu“, která byla založeny na myšlenkách ukrajinského národního obrození a ukrajinského panslavismu, romantismu panslovanské jednoty, autonomie a lidové moci. V díle je patrný vliv dokumentů polského osvobozeneckého hnutí, zejména díla Adama Mickiewicze „Kniha polského lidu a polské pouti“ (1832).
Na jaře 1847 byl zatčen a uvězněn v Petropavlovské pevnosti, v roce 1848 převezen do Saratova; v roce 1856 byl amnestován. Od roku 1858 žil v Petrohradu, kde jako profesor vedl v letech 1859–1862 katedru ruských dějin na tamní univerzitě. Byl organizátorem „Literárních úterků“ pro petrohradské Ukrajince. To byla doba jeho nejintenzivnější práce a také nejvíce přispěla k jeho popularitě. Ve svých přednáškách se často zabýval názory, které získal v Charkově. Do středu své práce kladl život obyčejného lidu ve všech jeho projevech.
Postupně psal díla o dějinách Ukrajiny, moskevského státu a Polska. V roce 1872 vydal dílo „Ruské dějiny v životech významných osobností“.

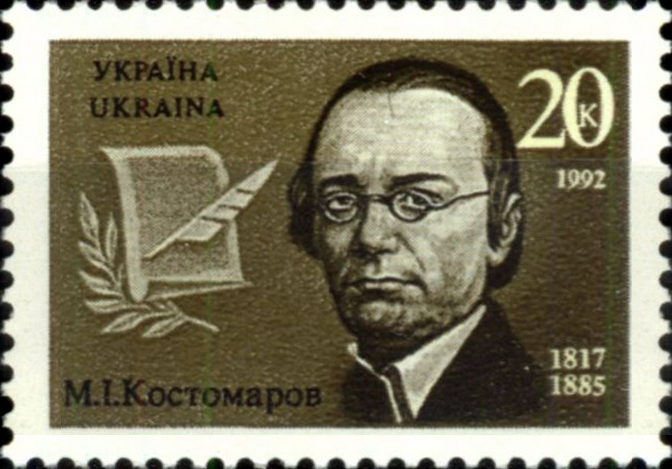
N. S. Kostomarov na ukrajinské poštovní známce z roku 1992